# Leptoide
Als Leptoide wird bei Moosen eine Zelle bezeichnet, die der Stoffleitung (Assimilattransport) dient. Leptoiden entsprechen damit funktionell den Siebelementen im Phloem der Gefäßpflanzen. Die Gesamtheit der Leptoiden wird bei den Moosen Leptom genannt, gleich wie bei den Gefäßpflanzen.
Leptoiden treten vor allem bei den Frauenhaarmoosen auf. Treten Leptoiden in der Blattmittelrippe auf, werden sie Deuter genannt. 
Bei manchen Moosen ähneln sie in ihren Merkmalen den Siebelementen, bei anderen gleichen sie normalen Parenchymzellen. In letzterem Fall werden sie nicht als Leptoide, sondern häufig als Leitende Parenchym-Zellen bezeichnet. 

## Verbreitung
Außer bei den Frauenhaarmoosen mit ihren hochdifferenzierten Leptoiden kommen assimilatleitende Zellen bei folgenden Moosgruppen vor:
- Bei Bryidae: außerhalb der Frauenhaarmoose treten nur Leitende Parenchym-Zellen vor und treten im Gametophyten wie im Sporophyten auf. Es sind langgestreckte Parenchym-Zellen (150 bis 250 Mikrometer x 10 bis 20 Mikrometer). Sie besitzen bis zu 30 Plasmodesmen pro µm²; zur Zellreife fehlt die Vakuole.
- bei Takakia
- bei den Torfmoosen: im Gametophyten; die leitenden Zellen entstehen aus einem subapikalen sekundären Meristem, das nur bei den Sphagnidae auftritt.
- bei manchen thallusförmigen Metzgeriales und Marchantiales: nur im Gametophyten.
- beim blättrigen Lebermoos Haplomitrium im Gametophyten

## Belege
- Gerhard Wagenitz: Wörterbuch der Botanik. Die Termini in ihrem historischen Zusammenhang. 2., erweiterte Auflage. Spektrum Akademischer Verlag, Heidelberg/Berlin 2003, ISBN 3-8274-1398-2, S. 184 (für Definition).
- J. A. Raven: Long-distance transport in non-vascular plants. Plant, Cell and Environment, Band 26, 2003, S. 73–85.